# Johann Salomo Semler

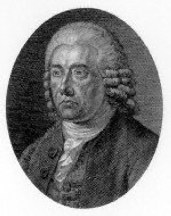
Johann Salomo Semler

Johann Salomo Semler, född 18 december 1725 i Saalfeld, Sachsen-Coburg-Saalfeld, död 14 mars 1791 i Halle, var en tysk kyrkohistoriker och exeget, som anses ha infört rationalismen till Tyskland samt den historisk-kritiska metoden till bibelvetenskapen.
Född som son till en fattig präst, växte han upp i en pietistisk omgivning, vilket satte djupa spår som aldrig skulle utplånas. Under sitt sjuttonde år blev han inskriven vid universitetet i Halle där han blev lärjunge och sedermera anställd hos den ortodoxe och wolffianske Baumgarten. 1749 antog han ett erbjudande om att bli redaktör med en professors namn, för Coburgs officiella Gazette. Redan 1751 erbjöds han en tjänst som professor i filologi och historia vid Altdorfs universitet, och 1752 blev han professor i teologi i Halle.
Efter Baumgartens bortgång 1757 blev Semler teologiska fakultetens överhuvud, och den hätska oppositionen som följde av hans författarskap fick hans berömmelse att öka. Populariteten höll i sig till 1779. Detta år gav han ut Beantwortung der Fragmente eines Ungenannten, en kommentar till Wolfenbüttelfragmenten och till Karl Friedrich Bahrdts trosbekännelse; handlingen uppfattades av de mer extrema rationalisterna som att Semler gjorde avkall från sin egen rationalism.
Men även Preussens regering, som tog ställning för Bahrdt, gjorde sitt missnöje klart, och hans popularitet avtog alltmera. När Semler avled i Halle 1791 var han missbelåten med sitt liv och sin gärning, och hade återvänt till den ortodoxa lutherdomen. Om detta hade skett av inre övertygelse eller av taktiska skäl är svårt att bedöma.
Semlers berömmelse vilar på hans bidrag till teologin, där han införde den historisk-kritiska metoden i bibelvetenskapen. Han var ingen stor tänkare eller teolog, men kämpade idogt för att skilja mellan religion och teologi, samt mellan temporala och geografiska uttryck för religion och permanenta element i religionshistorien. 
Hans starka sida var som kritiker. Han var den förste att förneka Gamla Testamentets och Nya Testamentets likvärdighet, att samtliga delar i Bibeln har samma auktoritet genom kanon, att uppgifterna i Bibeln är sanna och tillkomna under inspiration, eller att Bibeln ska tolkas med beaktande av människans frälsning. Han företrädde också ackommodationsteorin.
Fastän han hade föregångare, var Semler även en av de första som gjorde mer djupgående studier av förhållandet mellan judisk och icke-judisk tradition i urförsamlingen och den tidigaste kristendomen. Hans metod var textkritisk, och han ifrågasatte att Paulus var författare till Hebreerbrevet, att Petrus var författare till sitt första brev, och ville avlägsna Uppenbarelseboken från kanon. Ett bidrag till textkritiken var att inordna texterna i grupper. 
Friedrich Tholuck har räknat Semlers skrifter till 171 stycken, däribland en självbiografi, Semler's Lebensbeschreibung, von ihm selbst abgefasst (1781–82). Ingen av dessa läses numera för deras egen skull.